# Roses in the Hospital
"Roses in the Hospital" é uma canção da banda britânica de rock Manic Street Preachers, lançada em setembro de 1993 como o terceiro e último single do álbum Gold Against the Soul, lançado no mesmo ano.
Com influências do rock alternativo, um dos trechos faz referência à canção "Rudie Can't Fail", do The Clash, presente no álbum London Calling (1979).
O single alcançou a 15ª posição nas paradas britânicas, mais alta posição alcançada pela banda em seus primeiros anos de carreira. Por terem aberto um show para o Bon Jovi um mês antes ao lançamento, as vendas do single cresceram em comparação aos antecessores.
Uma das faixas do single, "Donkeys", é uma das canções Lado B mais populares do Manic Street Preachers.

## Faixas
CD
1. "Roses in the Hospital" (7" version) – 4:15
2. "Us Against You" – 3:19
3. "Donkeys" – 3:10
4. "Wrote for Luck" (cover de Happy Mondays) – 2:42

12"
1. "Roses in the Hospital (O G Psychovocal Mix)" (remixado por Ashley Beedle)
2. "Roses in the Hospital (O G Psychomental Mix)" (remixado por Ashley Beedle)
3. "Roses in the Hospital (51 Funk Salute Mix)" (remixado por Ashley Beedle)
4. "Roses in the Hospital (Filet-o-Gang Mix)" (remixado por Charlie Smith and John Davis)
5. "Roses in the Hospital (ECG Mix)" (remixado por Charlie Smith and John Davis)
6. "Roses in the Hospital (versão do álbum)"

7" / cassete
1. "Roses in the Hospital" (7" version)
2. "Us Against You"
3. "Donkeys"

## Ficha técnica
- James Dean Bradfield - vocais, guitarra
- Nicky Wire - baixo
- Sean Moore - bateria
- Richey Edwards - guitarra base